# ロッド・ウッドソン
ロッド・ウッドソン（Roderick Kevin "Rod" Woodson, 1965年3月10日 - ）は、NFL、ピッツバーグ・スティーラーズなどに所属したコーナーバック（CB）、リターナー。アメリカ合衆国インディアナ州フォートウェイン出身。NFL75周年記念チーム、NFL100周年記念チームに選出されるなど、名コーナーバックとして知られた。2009年プロフットボール殿堂入りを果たした。
現在XFLのベガス・バイパーズのヘッドコーチを務めている。

## 経歴
少年時代にアメリカンフットボールをはじめたウッドソンは、高校卒業時に奨学金を得てビッグ・テン・カンファレンスの名門パデュー大学に進学する。大学ではランニングバック、ワイドレシーバー、コーナーバック（CB）、セイフティそしてリターナーもつとめるなど、攻守両方で活躍し、13個の大学記録を更新した。またフットボールだけではなく陸上競技でも活躍し、60mハードルのNCAA記録を10年間保持していた。

### ドラフト
1987年にピッツバーグ・スティーラーズからNFLドラフト1巡全体10位で指名されて入団した。チャック・ノールヘッドコーチは、トニー・ダンジー守備コーディネーターにディフェンシブバックの再建を指示していた。ドラフト前の情報では、スティーラーズの全体10位より前にウッドソンを獲得するチームがあると見られていたが、サンディエゴ・チャージャーズの全体5位指名権は、クリーブランド・ブラウンズにトレードされLBマイク・ジャンキンが指名された。全体6位のセントルイス・カージナルスは、QBケリー・ストーファーを指名した。バッファロー・ビルズもウッドソンに興味を持っていたが、全体8位でシェーン・コンランを指名した。

### スティーラーズ
1987年、95日間のホールドアウトを行った。これは、長年ホールドアウト期間のスティーラーズ記録であったが、2018年、レベオン・ベルに更新された。
契約合意に至るまでは、110メートルハードル走のワールドクラスの選手であった彼は、ヨーロッパの陸上競技大会に出場した。1987年当時、110メートルハードルで世界歴代4位の成績を持っていた彼は、全米オリンピックフェスティバルで銅メダル、国際陸上競技連盟主催のヨーロッパの大会でもいくつかメダルを獲得した。彼はソウルオリンピックのアメリカ代表も狙える陸上選手でもあった。
10月28日、スティーラーズと70万ドルのサインボーナスを含む4年180万ドルで契約を結んだ。11月8日のカンザスシティ・チーフス戦にキックオフリターナーとしてNFLデビューした。11月22日、第12週のシンシナティ・ベンガルズ戦でブーマー・アサイアソンのパスをプロ初のインターセプト、48ヤードをリターンしてタッチダウンをあげた。この年、先発出場はなかったものの8試合に出場し、20タックル、キックオフリターン13回で平均22.3ヤード、パントリターン16回で平均8.4ヤードを獲得した。
1988年、ドウェイン・ウッドラフと共に先発CBとして起用された。この年もリターナーとして起用され、第6週のフェニックス・カージナルス戦では92ヤードのキックオフリターンタッチダウンをあげた。第12週のクリーブランド・ブラウンズ戦ではバーニー・コーザーをサックし、プロ初サックを記録した。この年全16試合に先発出場し88タックル、4インターセプトをあげるとともに、キックオフリターンで平均22.9ヤード、パントリターンで平均8.5ヤードを獲得した。
1989年1月3日、5勝11敗と過去20年で最低の成績の成績に終わったスティーラーズは、守備コーディネーターのトニー・ダンジーが辞任、4人のアシスタントコーチも解雇された。1989年11月19日のサンディエゴ・チャージャーズ戦で84ヤードのキックオフリターンタッチダウンをあげた。この年15試合に先発出場、80タックル、3インターセプト、キックオフリターンで平均27.2ヤード、パントリターンで平均7.1ヤードを獲得した。チームは9勝7敗でAFC中地区3位でワイルドカードでプレーオフに出場した。プレーオフ初出場となった彼は、ヒューストン・オイラーズとのワイルドカードプレーオフで4回のキックオフリターンで74ヤードを獲得、チームは26-23で勝利した。翌週のデンバー・ブロンコス戦は23-24で敗れた。
1989年からは6年連続でプロボウル・オールプロに選出されるなどリーグを代表するCBとなった。
1990年、ロッド・ラスト守備コーディネーターがニューイングランド・ペイトリオッツのヘッドコーチに就任するため退団、LBコーチのデイブ・ブラジルが守備コーディネーターとなった。この年、D・J・ジョンソンと共に先発CBを務めた。9月16日のオイラーズ戦ではグレッグ・モンゴメリーのパントを５２ヤードリターンしてタッチダウンをあげた。同年12月6日、3年300万ドルで契約延長、チーム史上最高給の選手となった。この年全16試合に先発出場し、66タックル、5インターセプトをあげてオールプロファーストチームに選ばれた。キックオフリターンでは平均21.8ヤード、パントリターンで平均10.4ヤードを獲得している。
1991年、D・J・ジョンソンとともに先発CBを務めた。第13週のオイラーズ戦は怪我のためインアクティブとなった。11月28日のダラス・カウボーイズ戦でスティーブ・バーラインをサック、プロ初サックをあげた。12月27日、7勝9敗に終わった後、チャック・ノールヘッドコーチは23年間のヘッドコーチ歴に終止符を打った。
1992年1月21日、シンシナティ・ベンガルズの守備コーディネーターであったビル・カウアーがヘッドコーチに就任した。そして1月31日にニューオーリンズ・セインツのディフェンシブバックコーチ、ドム・ケイパーズが守備コーディネーターに就任した。5月19日、無制限フリーエージェントとなる訴訟を起こした9選手の1人であることが報道された。他の選手は、スティーブ・バーライン（カウボーイズ）、ボビー・エイビア（セインツ）、D・J・ドージャー（ライオンズ）、スコット・ミッチェル、ジェフ・ダレンバック（共にドルフィンズ）、セス・ジョイナー、クライド・シモンズ（共にイーグルス）、ケビン・ロス（チーフス）であった。この年もD・J・ジョンソンと共に先発CBで起用された。開幕戦のオイラーズ戦ではウォーレン・ムーンから2インターセプトをあげた。10月25日のカンザスシティ・チーフス戦では80ヤードのパントリターンタッチダウンをあげた。11月1日のオイラーズ戦ではコーナーバックブリッツで、ウォーレン・ムーンをヒット、ムーンは脳震盪を起こして交代した。11月15日のデトロイト・ライオンズ戦では、残り3分33秒に敵陣3ヤード地点でエリック・クレイマーにファンブルを誘発し、ターンオーバーを奪った。第14週のシカゴ・ベアーズ戦ではジム・ハーボーに対して自己最高の2サックをあげた。この年CBとしては異例の6サック、100タックル、4インターセプトを記録した。
1993年は30パスディフェンス、2ファンブルフォース、2サックを記録し、最優秀守備選手に選ばれ、翌1994年にはNFL75周年記念チームに選出された。現役選手の選出は5人のみであった。1995年はシーズン開幕戦のデトロイト・ライオンズ戦で右足ACL断裂という重傷を負ってしまったが、驚異的な回復力をみせ19週後の翌1996年1月28日、第30回スーパーボウルには間に合った。相手チームのダラス・カウボーイズのマイケル・アービンは自分は同じ怪我をしたが復帰までに1年半かかったと語り、驚きを隠せないコメントをしている。1996年はリターナーをやめCBに専念し、7度目のプロボウル・オールプロに選出された。

### 49ers～レイブンズ～レイダース
1997年からはひざの手術の影響もあり、スピードが衰えためセイフティに転向、フリーエージェントでサンフランシスコ・フォーティナイナーズに移籍した。さらに翌1998年にはボルチモア・レイブンズに移籍する。1999年にはスポーティングニューズ誌が選出した「偉大なアメリカンフットボール選手100人」の87位に選ばれた。2000年には第35回スーパーボウルを制覇した一員となった。
2002年にはオークランド・レイダースに移籍、37歳となっていたが、デンバー・ブロンコス戦では98ヤードのインターセプトリターンTDをあげるなど、タンパベイ・バッカニアーズのブライアン・ケリーとともにNFLトップの8インターセプトをあげてチームに貢献し、第37回スーパーボウルに出場した。
2003年は9月に左ひざを手術し10試合の出場にとどまる。翌2004年、チームの身体検査にパスできず、放出され引退した。彼に代わってセイフティのポジションに着いたのは、奇しくもパデュー大学での彼のインターセプト記録を更新した選手であった。

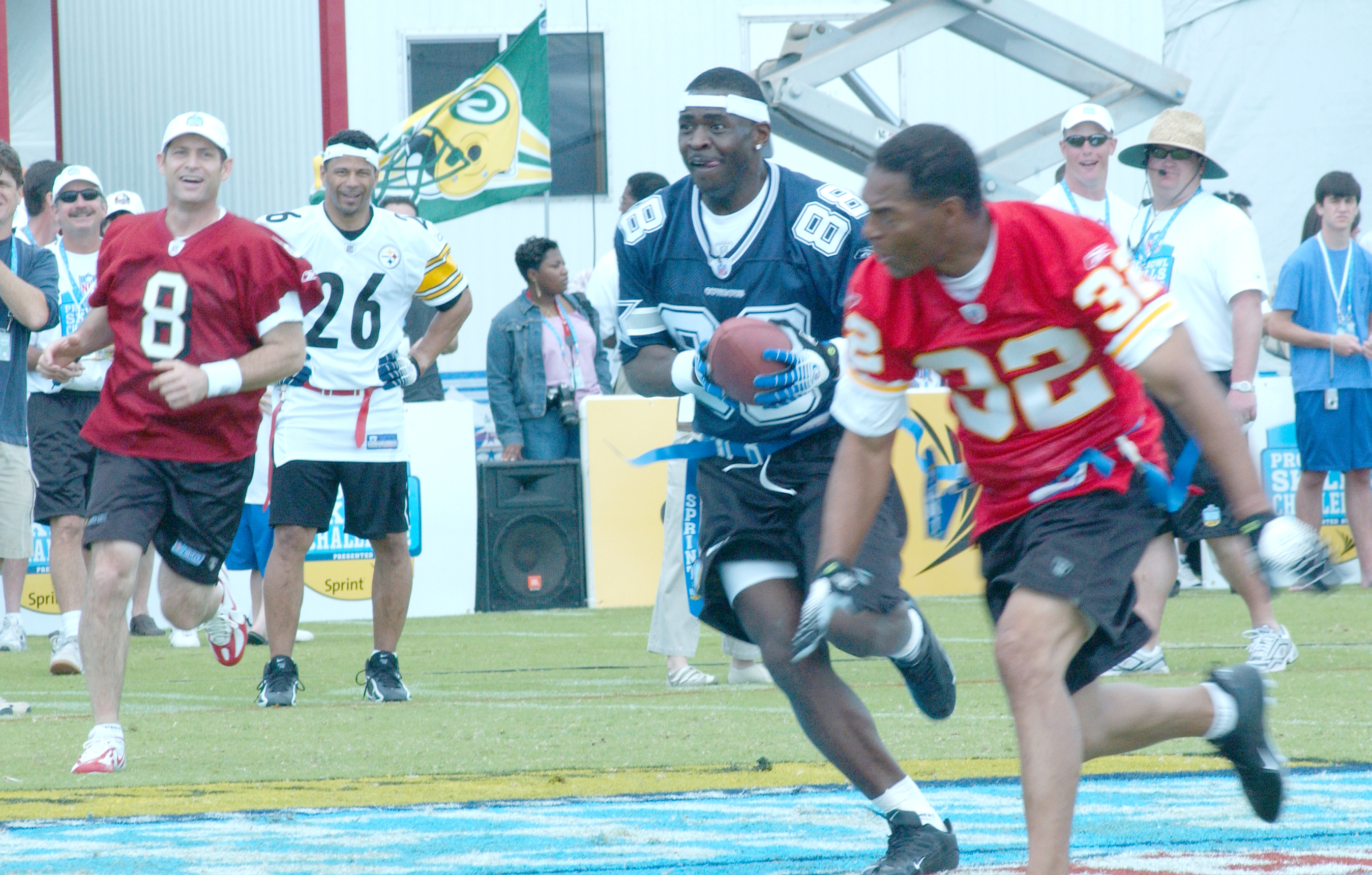
プロボウルの行われるハワイで戯れるウッドソン（背番号26）（2006年）

ウッドソンが17年間の現役中に記録した1,483インターセプトリターンヤード、12インターセプトリターンTDはNFL歴代1位の記録である。他にも71インターセプト（NFL歴代3位）、32ファンブルリカバー、137ファンブルリターンヤード、2,362パントリターンヤード、プロボウル選出回数はディフェンシブバックとしてはNFL歴代1位である。
コーナーバック、セイフティ、キックリターナーの異なる3ポジションでプロボウルに選出されたのも彼が最初であった。
その後、NFLネットワークの「NFLトータルアクセス」に出演する一方、フォートウェインでBMWのオートバイのディラーを経営している。また、1994年以降、少年達へフットボールを教える活動もしている。
2011年、ヒュー・ジャクソンオークランド・レイダースヘッドコーチの下でディフェンシブバックコーチを務めた。
2015年2月10日、ジャック・デルリオレイダースヘッドコーチの下ディフェンシブバックコーチを務めることが発表され、2017年までレイダースでコーチを務めた。
2023年より、XFLのベガス・バイパーズのヘッドコーチを務める。

## 受賞歴・記録
- プロボウル選出：11回（1989年～1994年、1996年、1999年～2002年）
- オールプロ選出：9回（1989年～1994年、1996年、2000年、2002年）
- 最優秀守備選手：1回（1993年）
- 最多インターセプト：2回（1999年、2002年）
- キックオフリターン平均ヤード1位：1回（1989年）
- ホール・オブ・フェイム選出：（2009年）